# John Hatch, Baron Hatch of Lusby
John Charles Hatch, Baron Hatch of Lusby (* 1. November 1917 in Stockport, Lancashire; † 11. Oktober 1992 in London) war ein britischer Hochschullehrer, Journalist, Schriftsteller und Politiker der Independent Labour Party (ILP) sowie Labour Party, der 1978 als Life Peer aufgrund des Life Peerages Act 1958 Mitglied des House of Lords wurde. Hatch war ein Fachmann für den Kolonialismus des britischen Weltreiches sowie des nach der Dekolonisation bedeutender werden Commonwealth of Nations und verfasste mehrere Bücher über Afrika.

## Leben
Hatch absolvierte nach dem Besuch der Keighley Boys’ Grammar School ein Studium am Sidney Sussex College der University of Cambridge. Nach Beendigung des Studiums wurde Hatch, der von der Ableistung des Militärdienstes befreit wurde, 1942 Tutor beim National Council of Labour Colleges, eine Organisation zur Förderung der Weiterbildung der Arbeiterklasse, und war im Anschluss zwischen 1944 und 1948 als Nationaler Organisator der Independent Labour Party (ILP) tätig.
Nachdem er von 1948 bis 1953 als Lecturer an der University of Glasgow unterrichtet hatte, wechselte er in die Parteizentrale der Labour Party nach London, in der er zwischen 1954 und 1961 Sekretär für Angelegenheiten des Commonwealth of Nations war. Neben diesen Tätigkeiten war er zwischen 1950 und 1970 zwanzig Jahre lang Korrespondent für das Commonwealth of Nations für die politische Wochenzeitung New Statesman.
1961 übernahm Hatch die Funktion als Direktor der außerschulischen Abteilung der University of Sierra Leone und bekleidete diese Funktion bis 1962. In der Folgezeit wurde er politischer Berater von zukünftig führenden Politikern Afrikas wie Julius Nyerere, dem ersten Präsidenten von Tansania, oder Kenneth Kaunda, dem ersten Präsidenten Sambias. Aufgrund dieser Tätigkeit erhielt er ein mehrjähriges Einreiseverbot für Südafrika. Später war er von 1964 bis 1970 Direktor des Programms für afrikanische Studien in Houston.
Durch ein Letters Patent vom 5. Mai 1978 wurde Hatch aufgrund des Life Peerages Act 1958 als Life Peer mit dem Titel Baron Hatch of Lusby, of Oldfield in the County of West Yorkshire, in den Adelsstand erhoben und gehörte bis zu seinem Tod dem House of Lords als Mitglied an. Seine offizielle Einführung (House of Lords) erfolgte am 10. Mai 1978 mit Unterstützung durch Fenner Brockway, Baron Brockway und Thomas Balogh, Baron Balogh.
1980 wurde Hatch Direktor des Instituts für menschliche Beziehungen der Universität von Sambia und verblieb dort bis 1982. Zuletzt war er Ehren-Lecturer zwischen 1988 und seinem Tod an der Fakultät für Entwicklungsstudien (School of Development Studies) der University of East Anglia.

## Veröffentlichungen
- Coal for the People: The Mines for the Miners, 1945
- The Dilemma of South Africa, 1953
- New from Africa, 1956
- Everyman's Africa, 1959
- Africa Today - and Tomorrow, 1960
- A History of Post-war Africa, 1964
- The History of Britain in Africa, 1966
- Africa - the rebirth of self-rule, 1967
- Tanzania, 1969
- Nigeria, 1971
- Tanzania: a profile, 1972
- Africa emergent; Africa's problems since independence, 1974
- Two African Statesmen, 1976